# Ranella australasia
Ranella australasia là một loài ốc biển săn mồi, là động vật thân mềm chân bụng sống ở biển trong họ Ranellidae, họ ốc tù và.

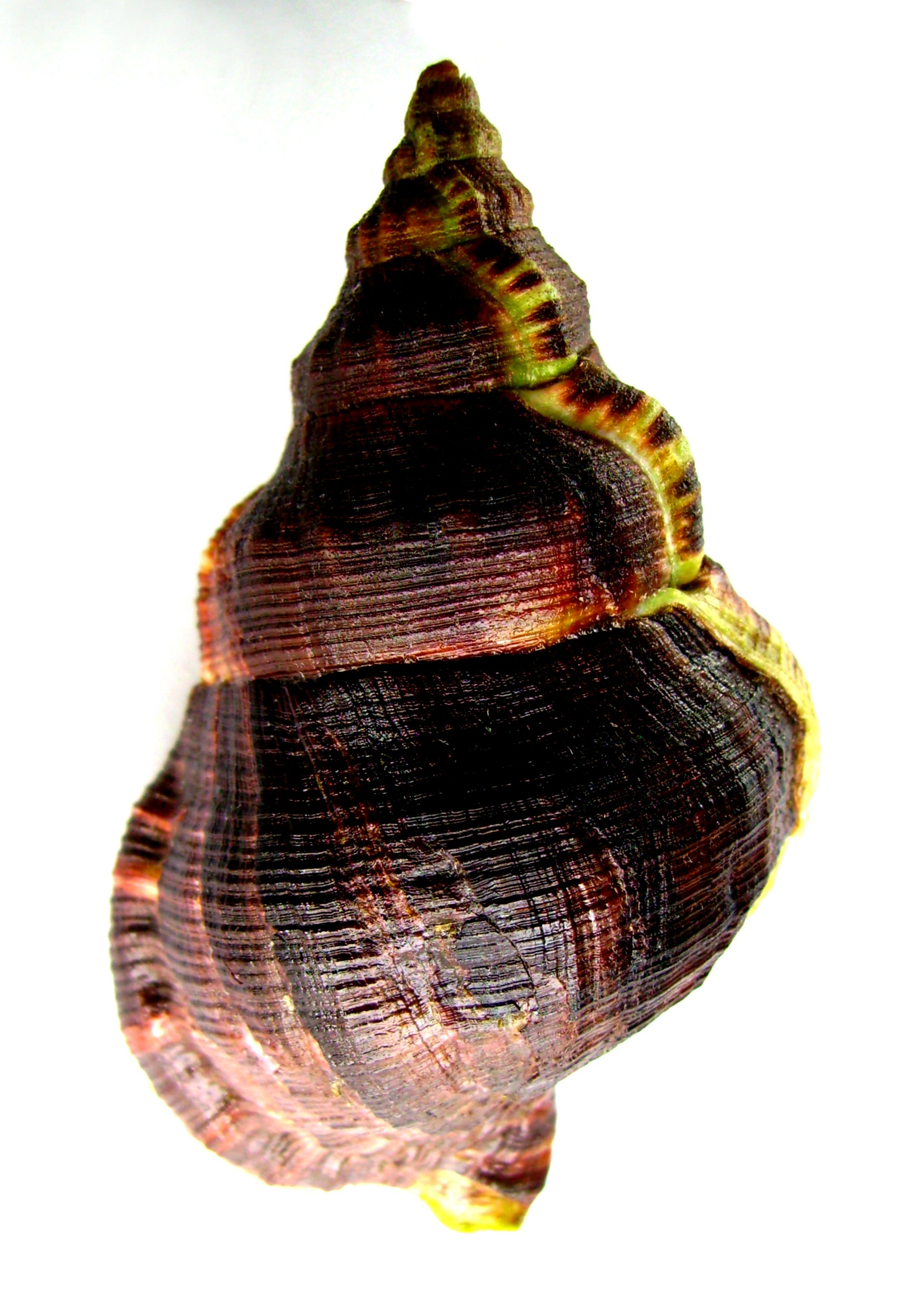
Vỏ ốc Ranella australasia

## Hình ảnh

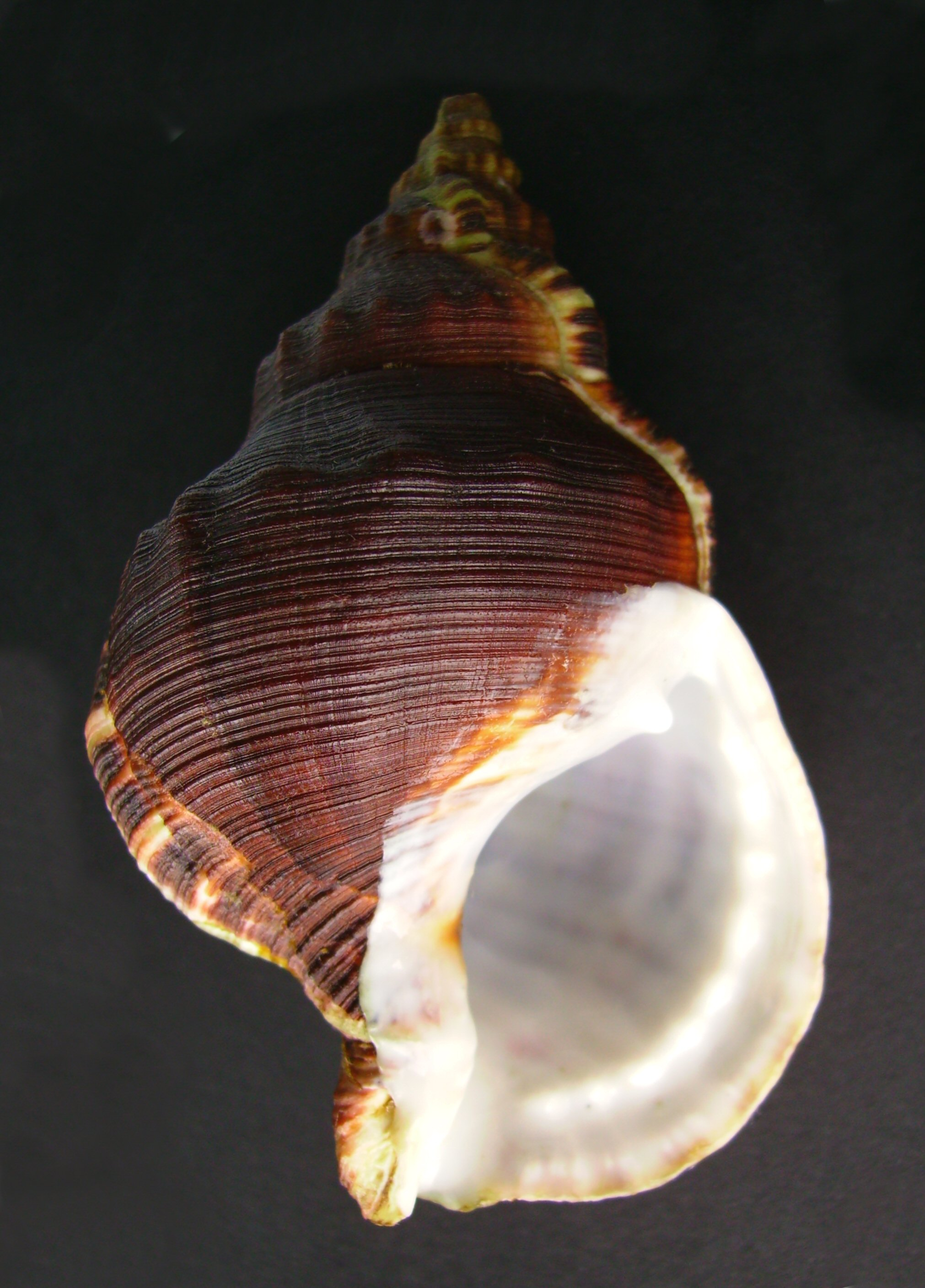
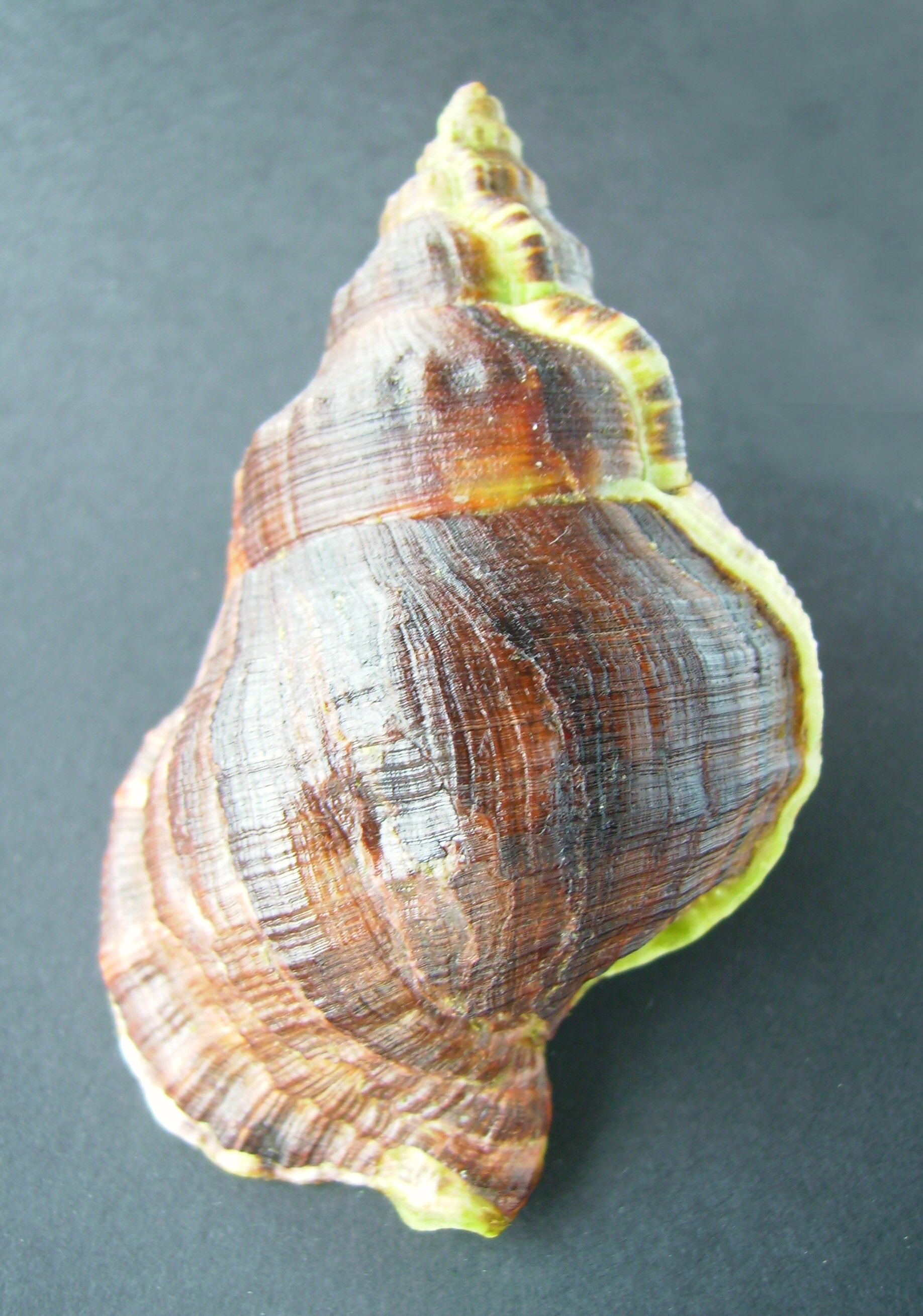
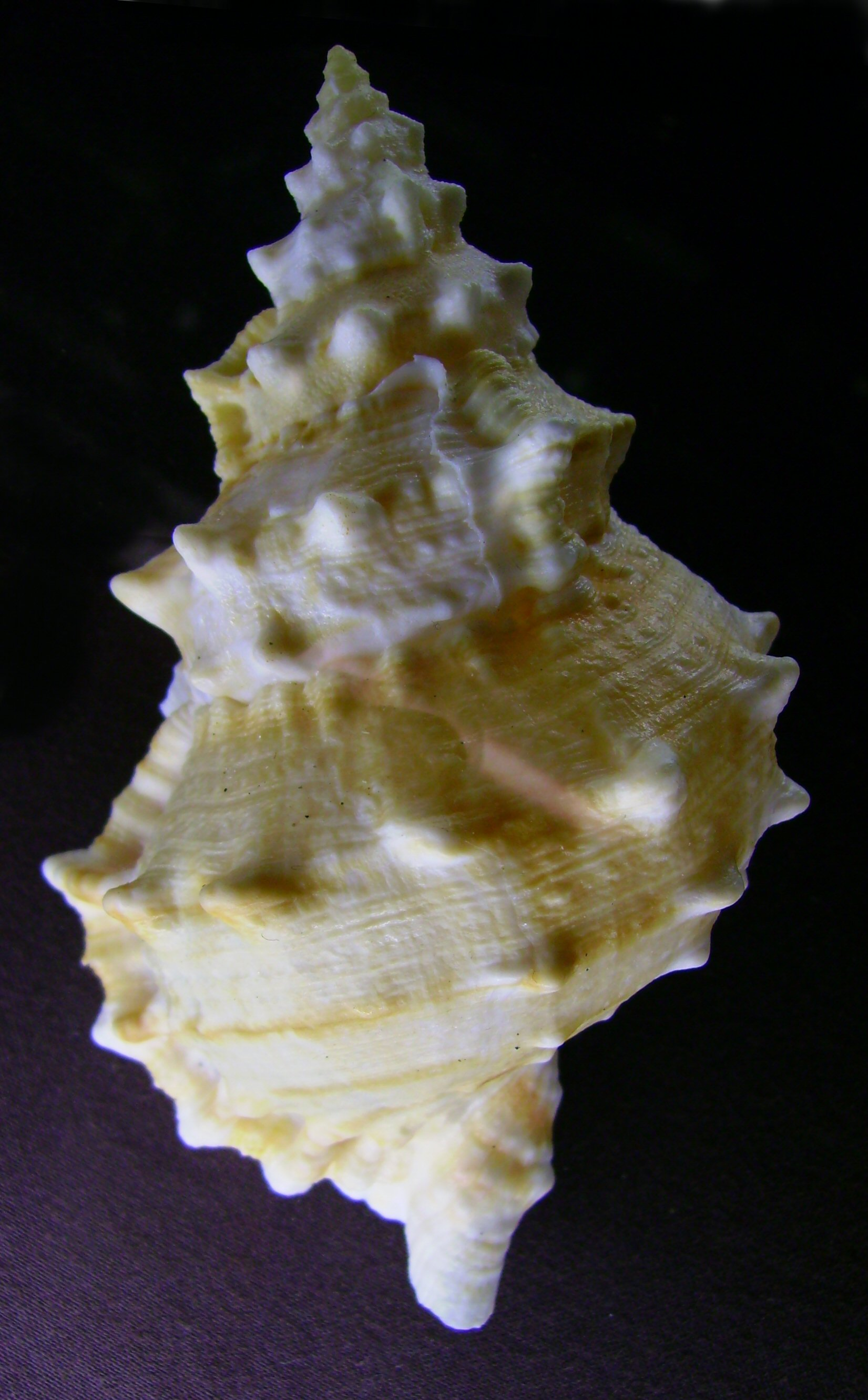